# Tożsamość osobista
Tożsamość osobista – bycie tym samym człowiekiem (tą samą osobą), bycie sobą, bycie tym, za kogo się podajemy. Tożsamość to więcej, niż identyczność, jednakowość – przykładowo dwóch braci bliźniaków może wyglądać identycznie, jednak każdy z nich będzie miał własną tożsamość. Jest to fakt, że ktoś jest tą osobą, za którą się podaje. Fakt, że ktoś nosi takie, a nie inne nazwisko.
Z pojęciem tym związany jest dokument tożsamości wydawany człowiekowi, w szczególności własnemu obywatelowi, przez władze państwa. Zawiera on w materialnie utrwalony sposób – za pomocą pisma tradycyjnego lub zapisu w mikrokości elektronicznej – dane identyfikacyjne tego człowieka, jak fotografia, dane personalne, dane biometryczne, a także dane związane z państwem (nazwa, unikatowy numer dokumentu, organ wydający, data wydania).